# Arsène Wenger
Arsène Charles Ernest Wenger, OBE (wym. [aʁsɛn vɛnɡɛʁ]; ur. 22 października 1949 w Strasburgu) – francuski piłkarz, trener i działacz piłkarski.
Od 1996 do 2018 roku prowadził klub angielskiej Premier League Arsenal F.C.. Jest najbardziej utytułowanym, a także najdłużej pracującym menadżerem w historii klubu. Wenger jest pierwszym niebrytyjskim menadżerem, któremu udało się skompletować dublet (w 1998 i 2002 roku). Jemu także jako jedynemu szkoleniowcowi w historii angielskiej ekstraklasy udało się przejść cały sezon bez porażki (sezon 2003/04). Dzięki sukcesom jakie osiągał z Arsenalem, a wcześniej z AS Monaco, Wenger uważany jest za jednego z najlepszych menadżerów na świecie. Kawaler Legii Honorowej. W 2003 roku odznaczony Orderem Imperium Brytyjskiego.
Francuz posiada tytuł elektrotechnika oraz magistra ekonomii, które zdobył na Uniwersytecie w Strasburgu.
Oprócz francuskiego, biegle posługuje się językami niemieckim, hiszpańskim i angielskim oraz w mniejszym stopniu włoskim i japońskim.

## Kariera
Zadebiutował jako zawodowy piłkarz w drużynie RC Strasbourg w meczu przeciwko AS Monaco w 1978. Nigdy jednak nie zrobił kariery jako zawodnik i od 1981 poświęcił się pracy trenerskiej, zaczynając od młodzieżowej drużyny Strasburga. Sześć lat później objął stanowisko trenera AS Monaco. Stanowisko stracił w 1994, kiedy klub ukończył ligę na 9. miejscu. Wenger przeniósł się do Japonii, gdzie trenował zespół Nagoya Grampus Eight, a 28 września 1996 przejął pierwszą drużynę Arsenalu.

## Kariera trenerska
Pierwszym klubem, w którym Arsène Wenger został pierwszym trenerem było francuskie Nancy. Pracował tam 3 lata, a później, w 1987 roku został trenerem AS Monaco. Z klubem tym wygrał w 1988 roku Mistrzostwo i Puchar Francji w 1991 roku. W 1992 roku doszedł z Monaco do finału Pucharu Zdobywców Pucharów, lecz uległ w nim 2:0 z Werderem Brema. W czasie, gdy trenerem Monaco był Arsène Wenger, grali w nim tacy zawodnicy jak Glenn Hoddle, George Weah, czy Jürgen Klinsmann.
W 1994 roku Arsène Wenger przeniósł się do Japonii. Przez rok trenował zespół Japanese J. League – Nagoya Grampus Eight, z którym wygrał Emperor's Cup. Doprowadził też klub do czołowych miejsc w lidze japońskiej, co nigdy wcześniej się tej drużynie nie zdarzyło. W 1996 Arsène Wenger sprowadził do Japonii m.in. młodego Tomasza Frankowskiego (wtedy 22 lata). 28 września 1996 roku Arsène Wenger został przedstawiony jako nowy trener Arsenalu. Zastąpił na tym stanowisku zwolnionego za słabe wyniki Bruce`a Riocha. Jako trener Arsenalu, Arsène Wenger zadebiutował w meczu z Blackburn Rovers, który „Kanonierzy” wygrali 2:0. W tym sezonie Arsenal zakończył rozgrywki Premiership na 3. miejscu i nie awansował do Ligi Mistrzów z powodu gorszej różnicy bramek. W następnym sezonie miała miejsce całkowita rewolucja. Arsenal zdobył Puchar Anglii oraz wygrał Premiership. Stało się to dzięki wprowadzeniu nowego stylu gry, ostrzejszym treningom, zmienionemu programowi odżywiania, oraz powrotowi do składu takich piłkarzy jak Tony Adams, Nigel Winterburn, Lee Dixon, czy Martin Keown. Przybyli też nowi piłkarze tacy jak: Emmanuel Petit, Marc Overmars i Nicolas Anelka.
W następnym sezonie Arsenal zakończył rozgrywki o mistrzostwo angielskiej Premiership na drugim miejscu. Londyńczyków wyprzedził Manchester United, ta sama drużyna wyeliminowała Kanonierów z rozgrywek FA Cup, strzelając gola w dogrywce. Potem Arsenal przegrał także w finale Pucharu UEFA z Galatasarayem SK, The Gunners gorzej wykonywali rzuty karne. W 2001 roku Arsène Wenger znowu nie miał szczęścia, bowiem Arsenal przegrał w finale F.A. Cup z Liverpoolem 1:2. Wtedy też do składu dołączyli tacy zawodnicy jak Sol Campbell, Fredrik Ljungberg, Robert Pires i Thierry Henry.
Arsène Wenger nie kazał długo czekać kibicom na następne tytuły. W sezonie 2001/2002 Arsenal znów zdobył dublet, wygrywając zarówno FA Cup jak i Premiership. Także w tym sezonie Arsenal pobił klubowy rekord, nie dając się pokonać w 23 meczach na wyjeździe.
W sezonie 2003/2004 Arsenal jako pierwszy klub w historii Premiership zakończył sezon bez ani jednej porażki, 49 razy wygrywając lub remisując. Sam Arsène Wenger powiedział, że dla niego bardziej liczy się wygrana w Premiership niż pobicie rekordu. Podpisał też nowy kontrakt z klubem z Londynu, który miał obowiązywać do sezonu 2007/2008. Ostatni tytuł Arsène Wenger wywalczył w 2005 roku – wygrana w F.A. Cup – a Wenger został najbardziej utytułowanym trenerem w historii Arsenalu. Sezon 2005/2006 był dla Arsèna Wengera i Arsenalu najsłabszy od kilku lat, lecz po raz pierwszy w historii kanonierom udało się awansować do finału Ligi Mistrzów. Finał ten wygrała Barcelona, pokonując grający niemal od początku meczu w dziesiątkę Arsenal 2:1.

## Umiejętności
Arsène Wenger jest znany z tego, że chętnie pracuje z młodymi talentami i stara się je wyszukać w całej Europie oraz Afryce. Gdy był trenerem AS Monaco kupił George’a Weaha, który został potem wybrany Najlepszym Piłkarzem Roku według FIFA. Pracując w Arsenalu pokazał światu nieznanych wcześniej zawodników, i przekształcił ich w światowej klasy piłkarzy. Byli to Patrick Vieira, Nicolas Anelka, Cesc Fàbregas, Kolo Touré, Robin van Persie, Emmanuel Eboué, Johan Djourou.

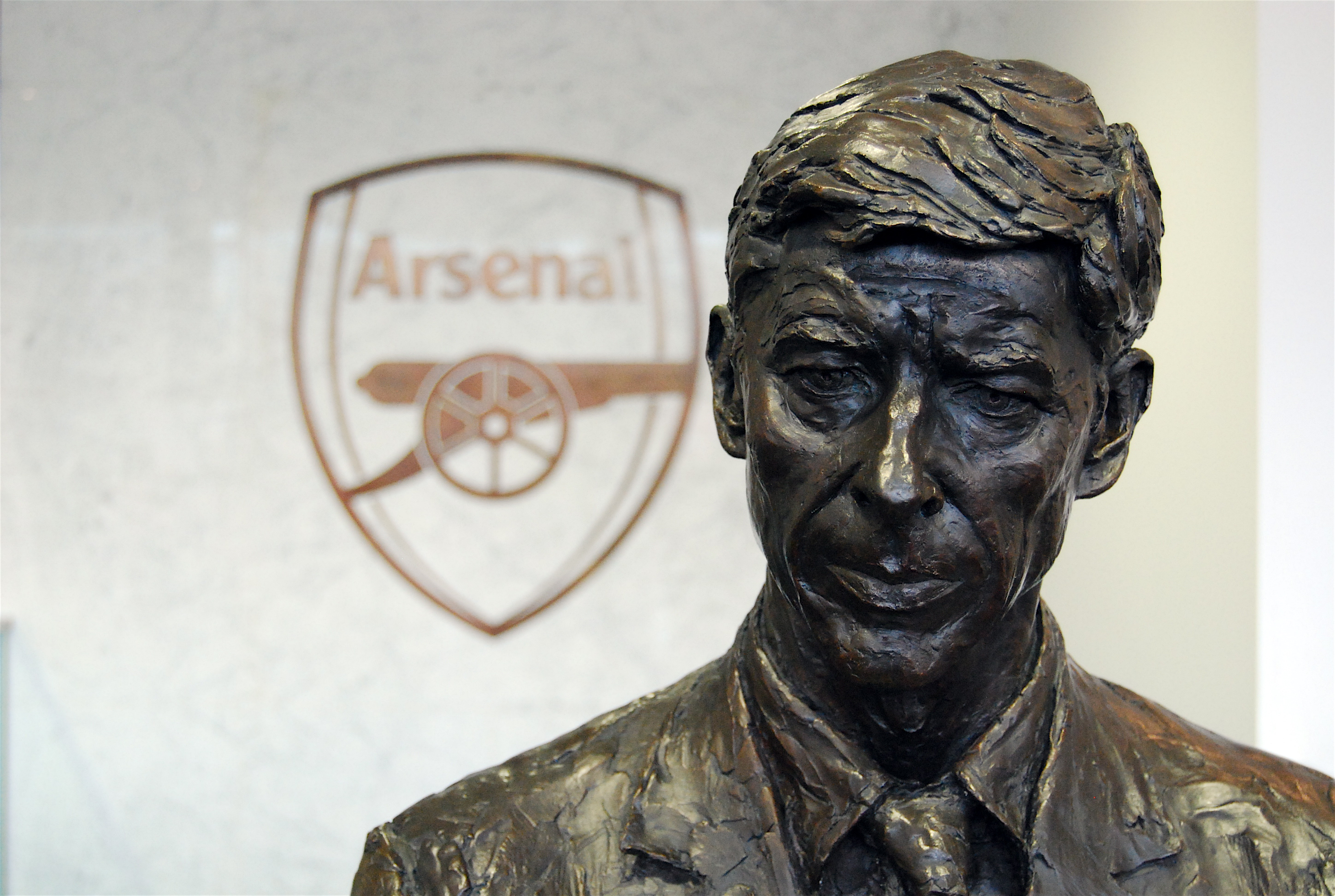
Statua trenera, znajdująca się na stadionie The Emirates.

Defensywa stworzona właśnie z takich piłkarzy zdołała awansować do finału Ligi Mistrzów. Łączna wartość defensywy Kanonierów wynosiła wtedy 5 milionów funtów.
Mimo że Arsène Wenger niejednokrotnie miał bardzo dużo pieniędzy na transfery, wolał kupować tanio młodych zawodników i samemu przekształcać ich w wielkich piłkarzy. Arsène Wenger wydawał na roczne transfery około 5 milionów funtów, lecz bardzo wiele zyskuje na sprzedaży młodo kupionych i wytrenowanych zawodników. Przykładem jest Nicolas Anelka, za którego Arsène Wenger zapłacił 500 000 funtów, a sprzedał go później do Realu Madryt za 22,3 miliona funtów. Pieniądze te zostały wykorzystane na zakup 3 zawodników. Byli to Thierry Henry, Robert Pires i Sylvain Wiltord.
Zawodnicy ci bardzo pomogli drużynie zdobyć dublet w sezonie 2001-02 oraz wygrać Premiership bez porażki w sezonie 2003-04.
Wenger oddał opaskę kapitańską Tony'emu Adamsowi, kiedy ten wyeliminował swoje problemy z alkoholem. Wenger uważa, iż najważniejsze było to, że Adams bardzo się starał i osiągnął wysoka formę, dzięki temu zrehabilitował się w jego oczach. Adams zdobył z klubem dwa dublety. Poza Adamsem, dzięki Wengerowi, do wysokiej formy wróciło 3 defensorów: Nigel Winterburn, Lee Dixon i Martin Keown. Wenger uratował też karierę piłkarza, którego kiedyś trenował w AS Monaco. Thierry Henry po transferze z AS Monaco do Juventusu grał bardzo rzadko, a jeśli dostawał szansę gry to nie w ataku, lecz na lewej pomocy. Wenger sprowadził go do Arsenalu, a ten szybko stał się najlepszym strzelcem oraz kapitanem zespołu.
Arsène Wenger bardzo dużą wagę przywiązuje do planu żywieniowego swoich zawodników. Zakazał zawodnikom picia alkoholu, jedzenia w fast-foodach oraz jakichkolwiek odstępstw od ich planów żywieniowych.
David Dein, dawniej wicedyrektor Arsenalu, uważa, że Wenger jest najlepszym trenerem, jaki kiedykolwiek siadał na ławce Arsenalu .

## Kontrowersje
Między 1996 a 2003 drużyna trenowana przez Arsène'a Wengera otrzymała 52 czerwone kartki. W 2004 i 2005 roku Arsenal pod wodzą Arsène'a Wengera wygrał Premier League's Fair Play League. Jest to statystyka drużyn gdzie punkty karne są przyznawane za ilość fauli oraz kary indywidualne (kartki). Kto zgromadzi najmniej punktów - ten wygrywa. W 2006 roku Arsenal był drugi, zaraz za Charlton Athletic.
W 1999 roku Wenger zaproponował drużynie Sheffield United F.C. powtórzenie meczu czwartej rundy Pucharu Anglii, w którym to Kanu sfaulował przeciwnika, po czym nie wybił piłki na aut, lecz podał do Overmarsa, który strzelił zwycięską bramkę. W powtórzonym meczu Arsenal zwyciężył 2 - 1.
Wenger bardzo często rywalizował z Alexem Fergusonem, zarówno w Premiership, jak i w Pucharze Anglii, między 1990 a 2006 rokiem. Poza tym, Wenger nie darzył specjalną sympatią Ruuda van Nistelrooya. Trener Kanonierów musiał zapłacić 15000 funtów za telefon, w którym oskarżał go o oszustwo w wywiadzie, którego udzielił po jednym z meczów. Gdy Wenger zapłacił tę karę, zadzwonił do van Nistelrooya ponownie i powiedział mu, że jest oszustem i bardzo podkolorował jego wypowiedź.
Wenger zaangażował się w słowną wojnę z trenerem Chelsea, Jose Mourinho. Mourinho oskarżył Wengera o nieprofesjonalną obsesję na punkcie Chelsea. „On się nas boi” - powiedział Mourinho. „Cały czas powtarza tylko: Chelsea to, Chelsea tamto itp.” Wenger twierdził, że odpowiadał tylko na pytania dziennikarzy odnośnie do Chelsea i nie ma mowy o żadnej obsesji, a Mourinho będzie po prostu lekceważył. Mourinho przeprosił Wengera za nazwanie go podglądaczem, a ten przeprosiny przyjął.
Wenger był zawsze krytycznie nastawiony do innych trenerów z Premiership, którzy zarzucali mu, że jego drużyna gra tak dobrze z powodu dużej liczby obcokrajowców, szczególnie Francuzów, a nie polega on w ogóle na graczach brytyjskich. W tych oskarżeniach przodował trener West Ham United - Alan Pardew. Wenger odpowiedział, że nieważne z jakich krajów pochodzą jego zawodnicy, ważne że dobrze grają. Z kolei Trevor Brooking - dyrektor sportowy do spraw rozwoju - bronił Wengera twierdząc dość specyficznie, że „liga angielska nie jest dla Anglików”. 5 listopada 2006 roku doszło do konfrontacji Wengera i trenera West Ham United, Alana Pardewa. W 89 minucie, gdy West Ham zdobył gola, Pardew popędził w stronę ławki trenerskiej Arsenalu i zaczął celebrować zdobycie bramki. Zdenerwowany Wenger odepchnął go, a po zakończeniu meczu odmówił podania ręki trenerowi West Hamu. Po meczu Wenger oskarżył Pardewa o prowokację.

## Statystyki

### Zawodnik
Źródło:
| Klub          | Sezon     | Liga    | Liga | Puchar Francji | Puchar Francji | Puchar Ligi Francuskiej | Puchar Ligi Francuskiej | Puchary europejskie | Puchary europejskie | Ogólnie | Ogólnie |
| Klub          | Sezon     | Występy | Gole | Występy        | Gole           | Występy                 | Gole                    | Występy             | Gole                | Występy | Gole    |
| ------------- | --------- | ------- | ---- | -------------- | -------------- | ----------------------- | ----------------------- | ------------------- | ------------------- | ------- | ------- |
| RC Strasbourg | 1978/79   | 2       | 0    |                |                |                         |                         | 1                   | 0                   | 3       | 0       |
| RC Strasbourg | 1979/80   | 1       | 0    |                |                |                         |                         |                     |                     | 1       | 0       |
| RC Strasbourg | 1980/1981 | 8       | 0    |                |                |                         |                         |                     |                     | 8       | 0       |
| Ogólnie       | Ogólnie   | 11      | 0    |                |                |                         |                         | 1                   | 0                   | 12      | 0       |

### Menadżer
Aktualne na dzień 13 maja 2018 roku.
| Klub           | Kraj    | Od                  | Do               | M     | Z   | R   | P   | %Z   |
| -------------- | ------- | ------------------- | ---------------- | ----- | --- | --- | --- | ---- |
| AS Nancy       | Francja | 1 lipca 1984        | 1 lipca 1987     | 114   | 33  | 30  | 51  | 28.9 |
| AS Monaco FC   | Francja | 1 lipca 1987        | 17 września 1994 | 266   | 130 | 53  | 83  | 48.9 |
| Nagoya Grampus | Japonia | 1 lutego 1995       | 30 września 1996 | 87    | 49  | 0*  | 34  | 56.3 |
| Arsenal F.C.   | Anglia  | 1 października 1996 | 13 maja 2018     | 1 235 | 707 | 280 | 248 | 57.2 |
| Łącznie        | Łącznie | Łącznie             | Łącznie          | 1 702 | 919 | 367 | 416 | 54   |

* W czasach kadencji Wengera w japońskiej J-League, w przypadku, gdy po 90 minutach wynik był remisowy, przeprowadzano dogrywkę i serię rzutów karnych.

## Osiągnięcia

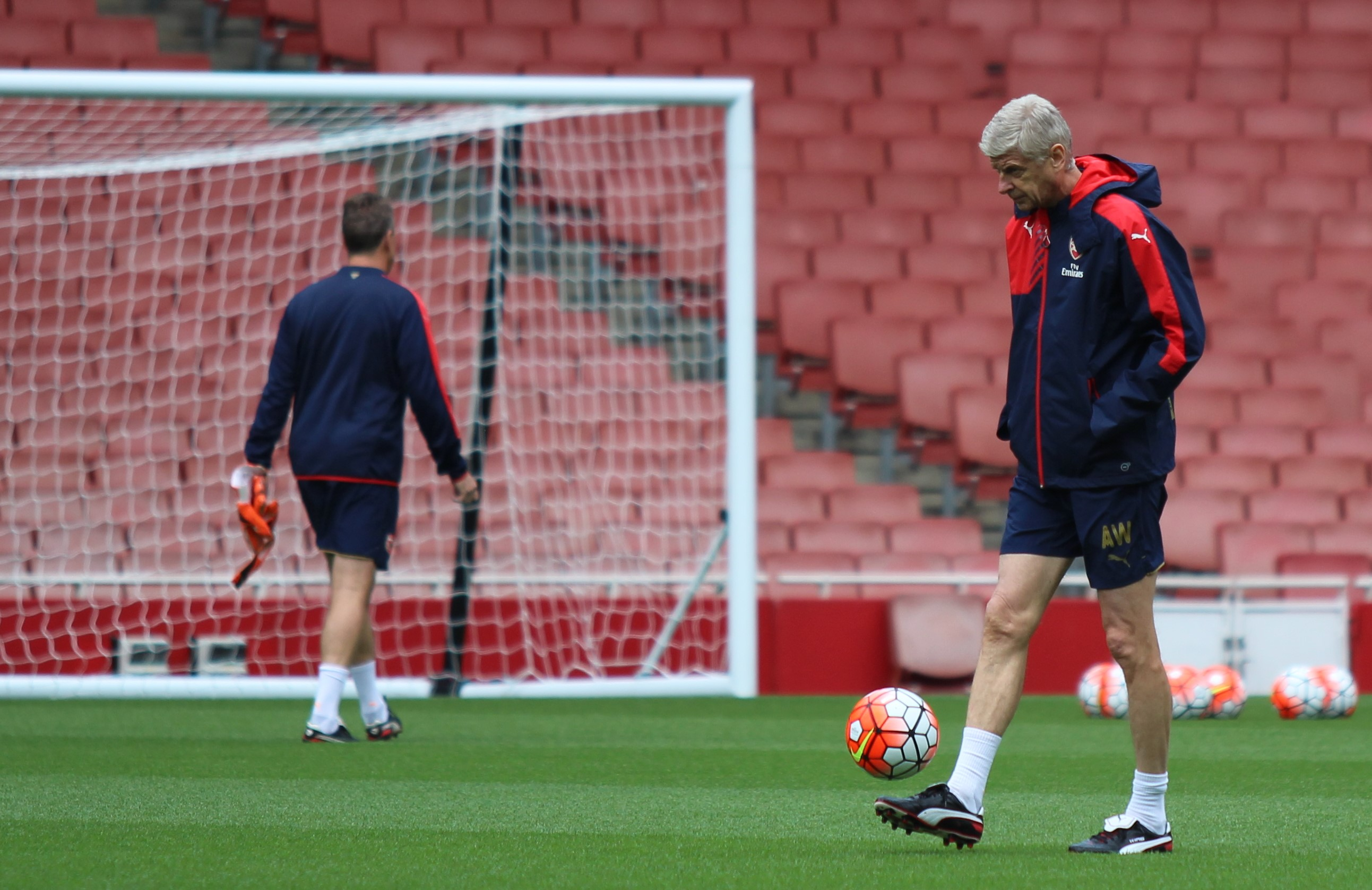
Arsène Wenger podczas treningu.

### Piłkarz
AS Mutzig
- Coupe d'Alsace: 1971

Vauban
- Coupe d'Alsace: 1977
- Division d'Honneur: 1977

RC Strasbourg
- Mistrzostwo Francji: 1978/79

### Trener
AS Monaco FC
- Mistrzostwo Francji: 1987/88
- Puchar Francji: 1990/91
- Wicemistrzostwo Francji: 1990/91, 1991/92, 1992/93
- Finał Pucharu Zdobywców Pucharów: 1991/92

Nagoya Grampus
- Puchar Japonii: 1996
- Superpuchar Japonii: 1996
- Wicemistrzostwo Japonii: 1996

Arsenal F.C.
- Mistrzostwo Anglii: 1997/98, 2001/02, 2003/04
- Puchar Anglii: 1997/98, 2001/02, 2002/03, 2004/05, 2013/14, 2014/2015, 2016/17
- Tarcza Wspólnoty: 1998, 1999, 2002, 2004, 2014, 2015, 2017
- Wicemistrzostwo Anglii: 1998/99, 1999/00, 2000/01, 2002/03, 2004/05, 2015/2016
- Finał Pucharu Anglii: 2000/01
- Finał Pucharu Ligi Angielskiej: 2006/07, 2010/2011
- Finał Tarczy Wspólnoty: 2003, 2005
- Finał Ligi Mistrzów UEFA: 2005/06
- Finał Pucharu UEFA: 1999/00

#### Indywidualne
- Trener Dekady 2000–2010
- Francuski menadżer roku: 2008
- Menadżer roku J-League: 1995
- Kawaler Orderu Imperium Brytyjskiego: 2003
- Trener roku według Onze d'Or: 2000, 2002, 2003, 2004
- Menadżer roku Premier League: 1998, 2002, 2004
- Menadżer roku LMA: 2001/02, 2003/04[7]
- Trener roku BBC Sport: 2002, 2004
- Freedom of Islington: 2004[8]
- FWA Tribute Award: 2005[9]
- Osobowość angielskiego futbolu: 2006
- Menadżer miesiąca Premier League: 11 razy[10] (marzec 1998, kwiecień 1998, październik 2000[11], kwiecień 2002[12], wrzesień 2002[13], sierpień 2003[14], luty 2004[15], sierpień 2004[16], wrzesień 2007[17], grudzień 2007[18], wrzesień 2013, marzec 2015)